# Listă de filme: U
| Listă de filme                                          | Listă de filme | Listă de filme | Listă de filme | Listă de filme | Listă de filme | Listă de filme |
| ------------------------------------------------------- | -------------- | -------------- | -------------- | -------------- | -------------- | -------------- |
| #                                                       | A              | B              | C              | D              | E              | F              |
| G                                                       | H              | I              | J · K          | L              | M              | N · O          |
| P                                                       | Q · R          | S · Ș          | T · Ț          | U · V          | W · X          | Y · Z          |
| Această infocasetă: vizualizare • discuție • modificare |                |                |                |                |                |                |

Aceasta este o listă de filme care încep cu litera U.
- U Turn (1997)
- U-Turn (1973)
- U.F.O. (1993, 2013)
- U.S. Marshals (1998)
- The U.S. Versus John Lennon (2006)
- U-571 (2000)
- U2 3D (2008)

- Un Coeur en Hiver (1993)
- Uchu Daikaijū Dogora (1964)
- Uchū no hōsoku (1990)
- Udaan (2010)
- Ūdensbumba resnajam runcim (2004)
- UFOria (1985)
- Ugetsu (1953)
- The Ugly (1998)
- The Ugly Truth (2009)
- UHF (1989)
- Üks mu sõber (2011)
- Ulee's Gold (1997)
- Ultimate Avengers (2006)
- The Ultimate Gift (2007)
- Ultimo mondo cannibale (1977)
- Ultrachrist! (2003)
- ULTRAMAN (2004)
- Ultraviolet (2006)
- Ulysses: (1955) & (1967)
- Ulysses' Gaze (1995)
- Ulzana's Raid (1972)
- Umberto D. (1952)
- Umbrella (2007)
- The Umbrellas of Cherbourg (1964)
- Unaccompanied Minors (2006)
- The Unbearable Lightness of Being (1988)
- The Unborn (2009)
- Unbreakable (2000)
- Unchained (1955)
- Uncivil Warriors (1935)
- Uncle Boonmee Who Can Recall His Past Lives (2010)
- Uncle Buck (1989)
- Uncle Nino (2003)
- Uncle Sam (1997)
- Uncommon Valor (1983)
- Unconditional Love (2002)
- Undead (2003)
- Undefeated (2011)
- The Undefeated: (1969) & (2011)
- Under Age (1964)
- Under Capricorn (1949)
- Under the Cherry Moon (1986)
- Under Fire (1983)
- Under the Lighthouse Dancing (1997)
- Under One Roof (2002)
- Under the Rainbow (1981)
- Under the Roofs of Paris (1930)
- Under the Same Moon (2008)
- Under the Sand (2001)
- Under Siege (1992)
- Under Siege 2: Dark Territory (1995)
- Under the Sun of Satan (1987)
- Under Suspicion (2000)
- Under the Tuscan Sun (2003)
- Under Two Flags (1936)
- Under the Volcano (1984)
- Underclassman (2005)
- Undercover Angel (1999)
- Undercover Blues (1993)
- Undercover Brother (2002)
- Undercover X (2001)
- Undercurrent (1946)
- Underdog (2007)
- Underground: (1928), (1976) & (1995)
- The Underground Comedy Movie (1999)
- Undermind (2003)
- Underneath (1995)
- Undertow (2004)
- Underworld: (1927) & (1985)
- Seria Underworld:
  - Underworld (2003)
  - Underworld: Evolution (2006)
  - Underworld: Rise of the Lycans (2009)
  - Underworld: Awakening (2012)
- Underworld U.S.A. (1961)
- Undiscovered (2005)
- Undisputed (2002)
- The Undying Monster (1942)
- Une liaison pornographique (1999)
- Unearthed (2006)
- The Unearthly (1957)
- Unfaithful (2002)
- The Unfaithful Wife (1969)
- Unfaithfully Yours (1948)
- An Unfinished Life (2005)
- Unforgiven (1992)
- The Unforgiven (1960)
- Ungeküsst soll man nicht schlafen gehn (1936)
- Unheimliche Geschichten (1919)
- Unholy Desire (1964)
- Unholy Partners (1941)
- The Unholy Three: (1925) & (1930)
- Unhook the Stars (1996)
- Uniform (2003)
- The Uninvited (1944)
- Union Pacific (1939)
- United 93 (2006)
- The United States of Leland (2004)
- Universal Soldier (1992)
- Universal Soldier: Regeneration (2010)
- Universal Soldier: The Return (1999)
- The Unknown: (1927), (2006) & (2011)
- Unknown Chaplin (1983) (TV)
- Unknown Pleasures (2002)
- The Unknown Soldier: (1955) & (1985)
- Unlawful Entry (1992)
- Unleashed (2005)
- An Unmarried Woman (1978)
- Unprecedented: The 2000 Presidential Election (2002)
- Unrest (2007)
- The Unseeable (2006)
- The Unsinkable Molly Brown (1964)
- Unstoppable: (2004) & (2010)
- Unstrung Heroes (1995)
- Untamed Heart (1993)
- Unthinkable (2010)
- Until the End of the World (1991)
- Unto the Third Generation (1913)
- The Untold (2003)
- The Untouchables (1987)
- Untraceable (2008)

- Up (2009)
- Up the Academy (1980)
- Up in the Air: (1940) & (2009)
- Up Close & Personal (1996)
- Up the Creek (1984)
- Up in Flames (1973)
- Up Periscope (1959)
- Up in Smoke (1978)
- Up at the Villa (2000)
- Up! (1976)
- Uprising (2001)
- The Upside of Anger (2005)
- Uptown Girls (2003)
- Uptown Saturday Night (1974)
- Uranus (1990)
- Urban Cowboy (1980)
- Urban Justice (2007)
- Seria Urban Legend:
  - Urban Legend (1998)
  - Urban Legends: Bloody Mary (2005)
  - Urban Legends: Final Cut (2000)
- Urbania (2000)
- Seria Ureme:
  - Ureme 1 (1986)
  - Ureme 2 (1986)
  - Ureme 3 (1987)
  - Ureme 4 (1987)
  - Ureme 5 (1988)
  - Ureme 6 (1989)
  - Ureme 7 (1992)
  - Ureme 8 (1993)
- Used Cars (1980)
- Useless (2007)
- The Usual Suspects (1995)
- Uuno Turhapuro armeijan leivissä (1984)
- Uuno Turhapuro – This Is My Life (2004)
- Uzumaki (2000)
- Uśmiech zębiczny (1957)